# Żyglinek
Żyglinek (niem. Klein Zyglin; dawn. Cyglin Mały, Żyglin Mały) – część miasta Miasteczko Śląskie położona w województwie śląskim w powiecie tarnogórskim w gminie Miasteczko Śląskie.
Leży w środkowej części geometrycznego zasięgu miasta, u zbiegu ulic Wyciślika i Karpackiej, z centrum przy skrzyżowaniu tych dróg, przy kapliczce.
Wraz z położonym na południe od niego Żyglinem (niem. Groß Zyglin) tworzy sołectwo Żyglin-Żyglinek, liczące w 2019 roku 1746 mieszkańców.

## Nazwa
Nazwa miejscowości pochodzi od słowa „żglić”, „żeglić”, tzn. wytapiać rudy żelaza. Według historyka Nehringa Żyglin zapisywano pierwotnie jako Sceglino, co w tłumaczeniu oznacza osadę samotnego człowieka wytapiającego rudę żelaza, a miejscowość miała istnieć już w 1065 roku. Podczas okupacji niemieckiej (1939–1945) Żyglinka na Zügelwalde, czego jednak nie wprowadzono w życie.

## Historia
Historycznie leży w większości na Górnym Śląsku. Od 1742 Cyglin Mały należał do powiatu bytomskiego; posiadał własną cegielnię Bagno. Od 1922 w Polsce i województwie śląskim, w powiecie tarnogórskim. W 1931 roku liczył 607 mieszkańców.
Początkowo istniały zarówno gmina jednostkowa, jak i obszar dworski Żyglinek. Obszar dworski zniesiono 1 października 1924, włączając go do gmin Żyglinek, Żyglin i Miasteczko. 1 grudnia 1945 zniesiono także gminę Żyglin, włączając ją do nowo utworzonej zbiorowej gminy Żyglin w województwie śląskim, liczącej w 1946 roku 2004 mieszkańców. W wykazach opartych na stanie administracyjnym po 1946 roku gmina Żyglin już nie występuje, a Żyglinek stanowi odtąd jedną z pięciu gromad zbiorowej gminy Miasteczko Śląskie.
W związku z reorganizacją administracji wiejskiej jesienią 1954, Żyglinek wszedł w skład nowej gromady Żyglin, której stał się siedzibą.
1 stycznia 1973 włączono go do miasta Miasteczko Śląskie, a 27 maja 1975 wraz z nim do Tarnowskich Gór. Od 30 grudnia 1994 ponownie w granicach usamodzielnionego Miasteczka Śląskiego.

## Zabytki
- spichlerz dworski z 1795 r., ul. ks. Wyciślika 57
- kaplica Matki Bożej, ul. ks. Wyciślika